# Henry Mancini
Enrico Nicola "Henry" Mancini (16 tháng 4 năm 1924 – 14 tháng 6 năm 1994) là nhạc sĩ, nhà chỉ huy dàn nhạc và hòa âm phối khí người Mỹ gốc Ý. Ông được biết nhiều nhất qua việc sáng tác nhiều nhạc phim nhựa cũng như phim truyền hình nổi tiếng. Ông từng giành nhiều giải Grammy, trong đó có Giải Grammy Thành tựu trọn đời được trao vào năm 1995 sau khi ông mất.
Một trong những sáng tác tiêu biểu nhất sự nghiệp ông là bản nhạc jazz huyền thoại nhạc phim The Pink Panther ("The Pink Panther Theme") và nhạc bộ phim truyền hình Peter Gunn. Mancini cũng là người bạn và người cộng tác lâu năm với đạo diễn Blake Edwards, giành được nhiều giải Oscar trong đó có ca khúc bất tử "Moon River" từ bộ phim Breakfast at Tiffany's, ca khúc "Days of Wine and Roses" trong bộ phim cùng tên và bộ phim ca nhạc Victor Victoria.

## Danh sách đĩa nhạc

### Đĩa đơn
| Năm                                                         | Đĩa đơn                                 | Vị trí cao nhất | Vị trí cao nhất | Vị trí cao nhất | Vị trí cao nhất |
| Năm                                                         | Đĩa đơn                                 | US              | US AC           | US Country      | UK              |
| ----------------------------------------------------------- | --------------------------------------- | --------------- | --------------- | --------------- | --------------- |
| 1960                                                        | "Mr. Lucky"                             | 21              | —               | —               | —               |
| 1961                                                        | "Theme from the Great Imposter"         | 90              | —               | —               | —               |
| 1961                                                        | "Moon River"                            | 11              | 1               | —               | 44              |
| 1962                                                        | "Theme from Hatari"                     | 95              | —               | —               | —               |
| 1963                                                        | "Days of Wine and Roses"                | 33              | 10              | —               | —               |
| 1963                                                        | "Banzai Pipeline"                       | 93              | —               | —               | —               |
| 1963                                                        | "Charade"                               | 36              | 15              | —               | —               |
| 1964                                                        | "The Pink Panther Theme"                | 31              | 10              | —               | —               |
| 1964                                                        | "A Shot in the Dark"                    | 97              | —               | —               | —               |
| 1964                                                        | "Dear Heart"                            | 77              | 14              | —               | —               |
| 1964                                                        | "How Soon"                              | —               | —               | —               | 10              |
| 1965                                                        | "The Sweetheart Tree"                   | 117             | 23              | —               | —               |
| 1965                                                        | "Moment to Moment"                      | —               | 27              | —               | —               |
| 1966                                                        | "Hawaii (Main Theme)"                   | —               | 6               | —               | —               |
| 1967                                                        | "Two For the Road"                      | —               | 17              | —               | —               |
| 1967                                                        | "Wait Until Dark"                       | —               | 4               | —               | —               |
| 1968                                                        | "Norma La De Guadalajara"               | —               | 21              | —               | —               |
| 1968                                                        | "A Man, a Horse and a Gun"              | —               | 36              | —               | —               |
| 1969                                                        | "Love Theme from Romeo and Juliet"      | 1               | 1               | —               | —               |
| 1969                                                        | "Moonlight Sonata"                      | 87              | 15              | —               | —               |
| 1969                                                        | "There Isn't Enough to Go Around"       | —               | 39              | —               | —               |
| 1970                                                        | "Theme from Z (Life Goes On)"           | 115             | 17              | —               | —               |
| 1970                                                        | "Darling Lili"                          | —               | 26              | —               | —               |
| 1971                                                        | "Love Story"                            | 13              | 2               | —               | —               |
| 1971                                                        | "Theme from Cade's County"              | —               | 14              | —               | 42              |
| 1972                                                        | "Theme from the Mancini Generation"     | —               | 38              | —               | —               |
| 1972                                                        | "All His Children" (cùng Charley Pride) | 92              | —               | 2               | —               |
| 1973                                                        | "Oklahoma Crude"                        | —               | 38              | —               | —               |
| 1974                                                        | "Hangin' Out"(cùng The Mouldy Seven)    | —               | 21              | —               | —               |
| 1975                                                        | "Once Is Not Enough"                    | —               | 45              | —               | —               |
| 1976                                                        | "African Symphony"                      | —               | 40              | —               | —               |
| 1976                                                        | "Slow Hot Wind"                         | —               | 38              | —               | —               |
| 1977                                                        | "Theme from Charlie's Angels""          | 45              | 22              | —               | —               |
| 1980                                                        | "Ravel's Bolero"                        | 101             | —               | —               | —               |
| 1984                                                        | "The Thornbirds Theme"                  | —               | —               | —               | 23              |
| "—" không được xếp hạng, hoặc không được phát hành tại đây. |                                         |                 |                 |                 |                 |

### Album
- The Versatile Henry Mancini, Liberty LRP 3121
- The Mancini Touch, RCA Victor LSP 2101
- The Blues & the Beat, RCA Victor LSP-2147
- Mr. Lucky Goes Latin, RCA Victor LSP-2360
- Our Man in Hollywood, RCA Victor LSP-2604
- Uniquely Mancini, RCA Victor LSP-2692
- The Best of Mancini, RCA Victor LSP-2693
- Mancini Plays Mancini, RCA Camden CAS-2158
- Everybody's Favorite, RCA Camden CXS-9034
- Concert Sound of Henry Mancini, RCA Victor LSP-2897
- Dear Heart and Other Songs, RCA Victor LSP-2990
- Theme Scene, RCA Victor LSP-3052
- Debut Conducting the Philadelphia Orchestra, RCA Victor LSP-3106
- The Best of Vol. 3, RCA Victor LSP-3347
- The Latin Sound of Henry Mancini, RCA Victor LSP-3356
- A Merry Mancini Christmas, RCA Victor LSP-3612
- Pure Gold, RCA Victor LSP-3667
- Mancini Country, RCA Victor LSP-3668
- Mancini '67, RCA Victor LSP-3694
- Music of Hawaii, RCA Victor LSP-3713
- Brass on Ivory, RCA Victor LSP-3756
- A Warm Shade of Ivory, RCA Victor LSP-3757
- Big Latin Band, RCA Victor LSP-4049
- Six Hours Past Sunset, RCA Victor LSP-4239
- Theme music from Z & Other Film Music, RCA Victor LSP-4350
- Big Screen-Little Screen, RCA Victor LSP-4630
- This Is Henry Mancini, RCA Victor VPS6029
- Music from the TV Series "The Mancini Generation", RCA Victor LSP-4689
- The Academy Award Songs, RCA Victor LSP-6013
- Brass, Ivory & Strings (cùng Doc Severinsen), RCA APL1-0098
- The Theme Scene, RCA AQLI-3052
- Country Gentleman, RCA APD1-0270 (Quadraphonic)
- Hangin' Out, RCA CPL1-0672
- Symphonic Soul, RCA APD1-1025 (Quadraphonic)
- Mancini's Angels, RCA CPL1-2290
- (with Johnny Mathis), The Hollywood Musicals, Columbia FC 40372
- The Pink Panther Meets Speedy Gonzales, Koch Schwann CD
- The Legendary Henry Mancini, BMG Australia 3-CD set

### Soundtrack
- The Music from Peter Gunn, RCA Victor LSP-1956
- More Music from Peter Gunn, RCA Victor LSP-2040
- Music from Mr. Lucky, RCA Victor LSP-2198
- Bachelor in Paradise, Film Score Monthly FSMCD vol. 7 Nr. 18
- High Time, RCA Victor LSP-2314
- Breakfast at Tiffany's: Music from the Motion Picture, RCA Victor LSP-2362
- A Change of Seasons
- Mr. Hobbs Takes a Vacation, Intrada special collection vol. 11
- Experiment in Terror, RCA Victor LSP-2442
- Hatari!, RCA Victor LSP-2559
- Charade, RCA Victor LSP-2755
- The Pink Panther, RCA Victor LSP 2795
- The Great Race, RCA Victor LSP-3402
- Arabesque, RCA Victor LSP-3623
- What Did You Do in the War, Daddy?, RCA Victor LSP-3648
- Two for the Road, RCA Victor LSP-3802
- Gunn, RCA Victor LSP-3840
- The Party, RCA Victor LSP-3997
- Me, Natalie, Columbia OS 3350
- Darling Lili, RCA LSPX-1000
- Visions of Eight, RCA Victor ABL1-0231
- The Great Waldo Pepper, MCA 2085
- Gaily, Gaily, UAS 5202
- The Glass Menagerie, MCA MCAD 6222
- The Great Mouse Detective, Varèse Sarabande VSD 5359
- The Hawaiians, UAS 5210
- Lifeforce, BSXCD 8844
- The Molly Maguires, Bay Cities BCD 3029
- Nightwing
- Oklahoma Crude, RCA APL1 0271
- The Pink Panther Strikes Again, UA-LA 694
- Revenge of the Pink Panther, EMI 791113-2
- Santa Claus: The Movie, EMI SJ 17177
- Silver Streak, Intrada special collection vol. 5
- Sometimes a Great Notion, Decca DL 79185
- Son of the Pink Panther, Milan 21-16461-2
- Sunflower, SLC SLCS 7035
- The Thief Who Came to Dinner, WB BS 2700
- The Thorn Birds, Varèse Sarabande 30206 65642 8
- Tom and Jerry – The Movie, MCA MCD 10721
- Touch of Evil, Movie Sound MSCD 401
- Victor Victoria, GNP Crescendo GNPD 8038
- W.C. Fields and Me, MCA 2092
- Who Is Killing the Great Chefs of Europe?, Epic SE 35692
- Without a Clue

### Sáng tác chọn lọc cho phim
- The Glenn Miller Story - 1953
- Abbott and Costello Go to Mars - 1953
- Law and Order - 1953
- City Beneath the Sea - 1953
- Destry - 1954
- The Private War of Major Benson - 1955
- Tarantula - 1955
- This Island Earth - 1955
- Mister Cory - 1957
- Touch of Evil - 1958
- High Time - 1960
- Bachelor in Paradise - 1961
- The Great Impostor - 1961
- Breakfast at Tiffany's - 1961
- Days of Wine and Roses - 1962
- Hatari! - 1962
- Mr. Hobbs Takes a Vacation - 1962
- Experiment in Terror - 1962
- Charade - 1963
- The Pink Panther - 1963
- A Shot in the Dark - 1964
- Man's Favorite Sport? - 1964
- The Great Race - 1965
- Moment to Moment - 1965
- Arabesque - 1966
- What Did You Do in the War, Daddy? - 1966
- Two for the Road - 1967
- Wait Until Dark - 1967
- The Party - 1968
- Gaily, Gaily - 1969
- Sunflower - 1970
- Sometimes a Great Notion - 1970
- The Hawaiians - 1970
- The Molly Maguires - 1970
- Frenzy (sáng tác bị từ chối) - 1972
- The Thief Who Came To Dinner - 1973
- The White Dawn - 1974
- The Return of the Pink Panther - 1975
- The Great Waldo Pepper - 1975
- Silver Streak - 1976
- W.C. Fields and Me - 1976
- The Pink Panther Strikes Again - 1976
- Revenge of the Pink Panther - 1978
- House Calls - 1978
- 10 - 1979
- Mommie Dearest - 1981
- Victor Victoria - 1982
- Trail of the Pink Panther - 1982
- Curse of the Pink Panther - 1983
- Harry & Son - 1984
- Santa Claus: The Movie - 1985
- The Great Mouse Detective - 1986
- That's Life! - 1986
- Blind Date - 1987
- Without a Clue - 1988
- Physical Evidence - 1989
- Ghost Dad - 1990
- Fear - 1990
- Switch - 1991
- Tom and Jerry: The Movie - 1992
- Son of the Pink Panther - 1993